# Gare de Nador-Ville
La Gare Nador-Ville se situe dans le centre-ville de Nador, une ville du Rif marocain au nord du pays.

## Situation ferroviaire

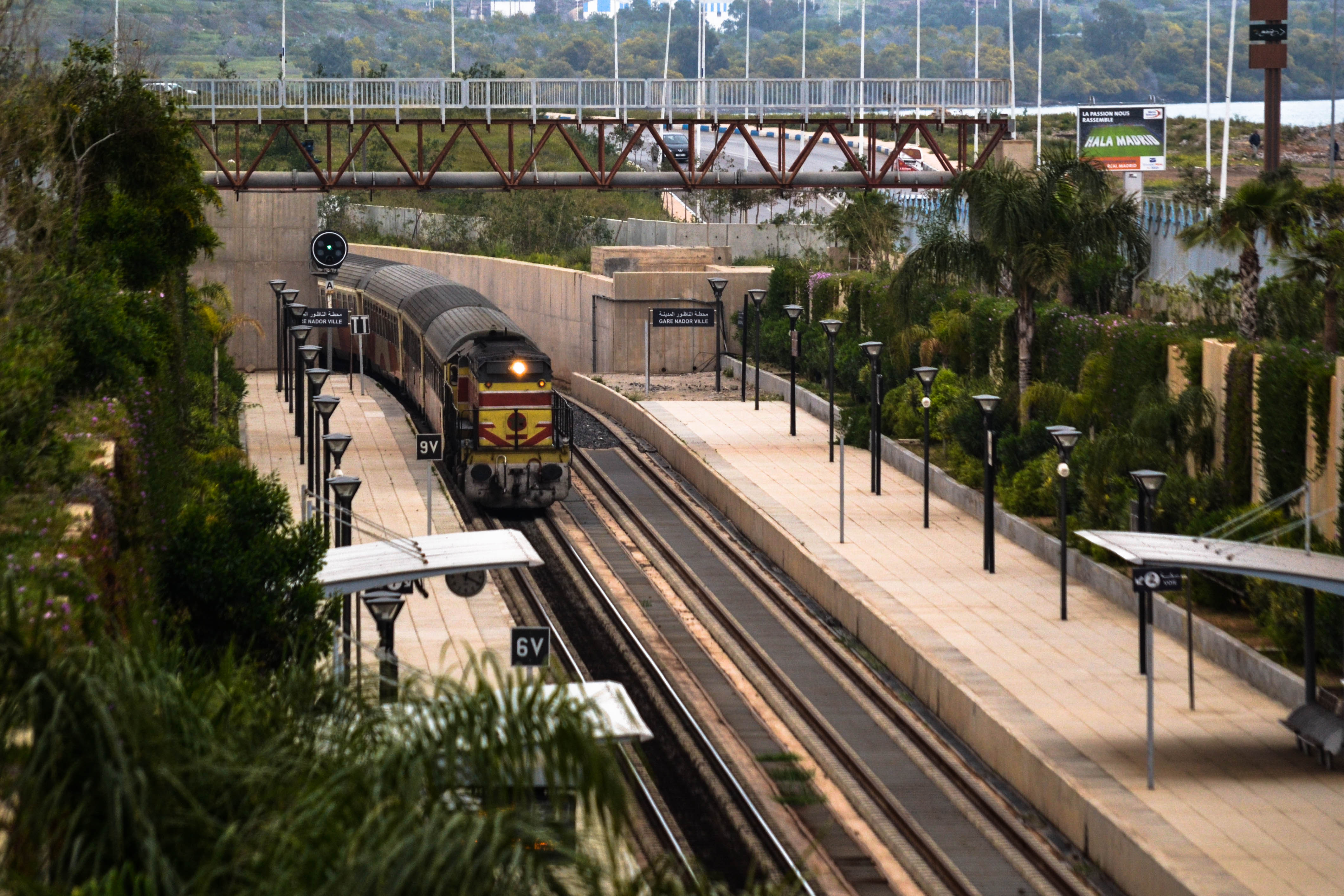
Entrée d'un train en gare de Nador.

## Service des voyageurs
Gare ONCF, elle dispose d'un bâtiment voyageurs, avec guichets et salle d'attente, ouvert tous les jours. Elle est équipée d'automates pour l'achat de titres de transport.
| Origine    | Arrêt précédent | Train | Train         | Train | Arrêt suivant | Destination                              |
| ---------- | --------------- | ----- | ------------- | ----- | ------------- | ---------------------------------------- |
| Beni Ansar | Beni Ansar      |       | Al Atlas      |       | Nador-Sud     | Casa-Voyageurs ou Fès-Ville via Taourirt |
| Beni Ansar | Beni Ansar      |       | Train de nuit |       | Nador-Sud     | Casa-Voyageurs via Taourirt              |